# Flemming Behrendt
Flemming Otto Behrendt (født 23. maj 1939 i Aalborg) er en dansk journalist, redaktør og forfatter. Han voksede op i Københavnsområdet og levede der til 1990, hvor han flyttede til Frankrig som korrespondent for Berlingske Tidende (bor i dag i Nantes). Han har en omfattende produktion bag sig i form af bøger, artikler i aviser og tidsskrifter samt tekster på internettet.

## Opvækst og familie
Søn af sognepræst Otto Behrendt (død 1988) og Sofia f. Christensen (død 2005); gift 2/8 1961 (ægteskabet opløst) med Ulla Windfeld, f. 6/10 1938 i København. Den 27/8 1993 indgik han i registreret partnerskab med professor i økonomi, ph.d. Stephen Gates, f. 8/3 1955 i USA. Fra ægteskabet med Ulla Windfeld har han to børn: filminstruktør Kathrine Windfeld og historiker Rasmus Windfeld.

## Karriere
Efter studentereksamen (1957) læste Flemming Behrendt medicin et år, men skiftede så til dansk hovedfag ved Københavns Universitet hvor han blev cand.mag. i 1967 med kristendomskundskab som bifag. I studietiden redigerede han de kristelige publikationer Gymnasiastbladet (1960-62) og Kirke og Film (1966-69) som han omdøbte til Film 69/70/71/72. I dette blad trådte en række senere toneangivende filmkritikere deres barnesko.
I 1964 vakte Behrendt medieopmærksomhed ved som student at opponere ved en doktordisputats om Henrik Pontoppidan ("At han tør", skrev Politiken). Det førte til et litterært medarbejderskab ved Berlingske Aftenavis, hvor han fra 1967 blev fastansat, nu også som filmkritiker og -skribent ("skarpsindig, køligt analyserende, med en alsidig kulturel baggrund og en stor viden om kulturlivets magtstrukturer" [Morten Piil]. I 1970 blev han desuden medlem af lederskribent-kollegiet for Det Berlingske Hus med kultur-, kirke- og uddannelsespolitik som sine områder.
I 1973-75 tog Behrendt en afstikker til det nydannede Det Danske Filminstitut, hvor han sammen med filminstruktøren Gert Fredholm udgjorde den første duo af spillefilmskonsulenter under den nye filmlov. Blandt de film han støttede, var "Tag det som en mand, frue" [1975] og "Nitten røde roser" [1974]. Han fortsatte dog på Weekendavisen (Berlingske Aftenavis’ nye navn) som anmelder af udenlandske film og som klummeskribent. Fuldtids tilbage på avisen lagde han i 1975 grunden til tidsskriftet Levende Billeder og var dets første redaktør. Men hurtigt var den store igangsættelsesstøtte (200.000 kr.) brugt op som bladet havde fået fra Filminstituttet, der gerne ville erstatte de adskillige små filmblade som den gamle Filmfond havde støttet. I de følgende 22 år kørte Levende Billeder under andre redaktører, økonomisk på pumperne, men med en høj redaktionel kvalitet. Behrendt var formand for bladets bestyrelse 1987-90.
I 1980 blev Behrendt kulturredaktør for Weekendavisen og året efter tillige redaktionschef for hele avisen. Han opdyrkede en række nye medarbejdere, heriblandt Bo Green Jensen, Bo Bjørnvig, Mikael Wivel, Roald Als (der havde været med fra begyndelsen på Levende Billeder), Finn Stein Larsen og Steen Estvad Petersen. Han indstiftede i 1980 Weekendavisens litteraturpris.
Som skribent havde Behrendt udvidet sine områder til det udenrigspolitiske med rejser i USA og til Sydafrika, og i 1984 blev han den første journalistiske informationschef for Dansk Flygtningehjælp, hvor han kom i opposition til organisationens generalsekretær i spørgsmålet om åbenhed og politisk kritik. Et planlagt tidsskrift udkom kun i ét nummer – som tillæg til dagbladet Information – og efter at Behrendt i efteråret 1985 var gået tilbage til Det Berlingske Hus, nu som kronikredaktør på morgenavisen.
For at holde på de gode kronikører indstiftede Behrendt en månedlig salon hvor deltagere af alle politiske afskygninger samledes til diskussion og musikalsk underholdning.
I 1988 udgav Behrendt, på grundlag af års samtaler, en velanmeldt bog om komponisten og pianisten Herman D. Koppels liv med titlen "Fra et hjem med klaver". Året efter skiftede Behrendt redaktørstol til Berlingske Tidendes nyskabelse: en daglig Magasin-forside med dybdeborende journalistik fra alle avisens afdelinger.
Gennem et par år (1989-90) udviklede Behrendt med Erik Mørk tre litterære collage-forestillinger omkring skikkelser som H.C. Andersen, Søren Kierkegaard og Herman Bang, der i sæsonens yderkanter blev opført på Det Kongelige Teater og Det Ny Teater.
I 1991 tog Behrendt mod Berlingske Tidendes tilbud om at blive korrespondent i Paris, et vanskeligt job for den ikke særligt frankofile Behrendt der måtte kæmpe hårdt med stoffet. Det lykkedes ham dog gennem 11 år at leve op til avisens forventninger, og der blev efterhånden også tid til at genoptage det freelance radioarbejde som siden en prisvinding i 1965 ("Vært for en aften") havde været en stadig trend-tråd på hans journalistiske væv.
Fra 1995 forberedte Behrendt sit otium med en genoptagelse af sin ungdoms forskning i Henrik Pontoppidan, og i 1999 udkom det første bind af en række med Pontoppidan Smaa Romaner, udgivet for Det danske Sprog- og Litteraturselskab. I 2000 grundlagde han Pontoppidan Selskabet og fik Velux Fondens støtte til at opbygge en omfattende website over forfatterskabet. I 2004 drejede Behrendt den journalistiske nøgle om, og Pontoppidan blev fuldtidsarbejde, nu med en biografi og en videnskabelig udgave af romanen fra 1905, Lykke-Per, som målet.

## Forfatterskab

### Bøger (som forfatter)
- 1964	Henrik Pontoppidan 1890-1908 (universitetsspeciale)
- 1978	Debatten om Oprøret fra Midten
- 1988	Fra et Hjem med Klaver (biografi over Herman D. Koppel)
- 2019 Livsrusen En bog om Henrik Pontoppidan. Gads Forlag. 707 sider.

### Bøger (som udgiver eller redaktør)
- 1984	Allan Boesak: Livet Værd (redaktion og indledning)
- 1984	Desmond Tutu: Skabt i Guds Billede (udvalg, oversættelse og indledning)
- 1999-2011 Henrik Pontoppidan: Smaa Romaner I-IV,
- 1999	Henrik Pontoppidan: Borgmester Hoeck og Hustru (redaktion og indledning)
- 2004	Henrik Pontoppidan: Undergangens angst - De Dødes Rige (redaktion og bidrag)

### Dramatik
- 1989	En Draabe af Glædens Honning (manuskript og instruktion)
- 1989	Rejsekammeraten
- 1990	Mellemakt

Alle tre har været fremført offentligt, med Erik Mørk som hovedkraft.

## Hjemmeside
Siden sin studietid har Flemming Behrendt været specialist i nobelpristageren Henrik Pontoppidan. I 2000 tog han initiativet til dannelse af Pontoppidan Selskabet og i 2002 til hjemmesiden  www.henrikpontoppidan.dk